# Takaaki Kajita
Takaaki Kajita (japanska: 梶田隆章?, Kajita Takaaki ), född 9 mars 1959 i Higashimatsuyama i Saitama prefektur, är en japansk fysiker. 2015 tilldelades han Nobelpriset i fysik tillsammans med Arthur McDonald för "upptäckten av neutrinooscillationer, som visar att neutriner har massa".

## Biografi
Kajita studerade vid Saitama University och tog examen 1981. Han disputerade och blev filosofie doktor 1986 vid Tokyos universitet. Han är chef för Center for Cosmic Neutrinos at the Institute for Cosmic Ray Research (ICRR) sedan 1999 och professor vid Tokyos universitet.
År 1988 upptäckte Kajitas forskningslag vid neutriondetektorn Kamiokande ett underskott på myonneutriner i atmosfärens neutriner, som de kallade en "atmosfärisk neutrinoanomali".

## Utmärkelser
- 1989, Bruno Rossi-priset tillsammans med de andra medlemmarna i Kamiokande forskarlag.
- 2002, Panofsky-priset.
- 1987, Asahi-priset som en del av Kamiokande och 1999 som en del av Super-Kamiokande.
- 1999, Nishina Memorial Prize
- 2013, Julius Wess Award
- 2015, Nobelpriset i fysik tillsammans med Arthur B. McDonald för upptäckten av neutrinooscillationer, vilket visar att neutriner har massa.